# 丘爾帕山 (玻利維亞)
19°9′20″S 66°38′14″W / 19.15556°S 66.63722°W

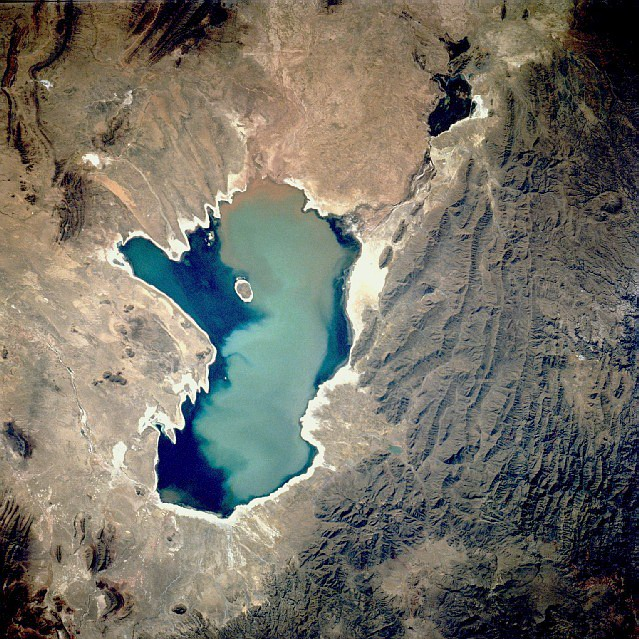

丘爾帕山（Chullpa），是玻利維亞的山峰，位於該國奧魯羅省的塞瓦斯蒂安帕加多爾省，處於波波湖以東，屬於安第斯山脈的一部分，海拔高度4,307米。